# Gwendal Peizerat
Gwendal Peizerat (Bron, 21 april 1972) is een Frans voormalig kunstschaatser. Hij nam met zijn schaatspartner Marina Anissina deel aan twee edities van de Olympische Winterspelen: Nagano 1998 en Salt Lake City 2002. Ze wonnen daar olympisch goud en brons bij het ijsdansen. In 2000 werden ze Europees- en wereldkampioen. Peizerat schaatste eerder met Marina Morel.

## Biografie

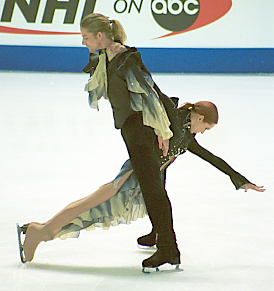
Peizerat en Marina Anissina (2001)

Allebei zijn ouders zijn actief in het kunstschaatsen. Peizerat begon op vierjarige leeftijd met kunstschaatsen, en ook meteen met de discipline ijsdansen. Zijn coach koppelde de zevenjarige Peizerat met de even oude Marina Morel; de twee zouden veertien jaar samen schaatsen. Peizerat en Morel wonnen brons en zilver bij de WK junioren in 1989 en 1991. Ze namen tevens deel aan de EK 1992. Morel stopte datzelfde jaar met de sport.
De Russische Marina Anissina was ondertussen nog altijd op zoek naar een schaatspartner, nadat Ilja Averboech haar verliet voor een ander. Peizerat besloot in te gaan op haar verzoek om met hem te schaatsen. Ze verhuisde naar Lyon en werd in 1994 Frans staatsburger. Anissina en Peizerat wonnen in 1998 hun eerste internationale medailles (brons bij de EK en Olympische Spelen, zilver bij de WK). Ze veroverden in 2000 hun eerste Europese- en wereldtitels. Met olympisch goud in Salt Lake City (het zilver ging naar Averboech) sloten ze hun sportieve carrière af. Peizerat is vader van twee dochters (geboren in 2012 en 2013).

## Belangrijke resultaten
1979-1993 met Marina Morel, 1993-2002 met Marina Anissina
| Kampioenschap           | 88/89 | 89/90 | 90/91  | 91/92         | 92/93         |               | 93/94         | 94/95         | 95/96         | 96/97         | 97/98         | 98/99         | 99/00         | 00/01         | 01/02         |
| ----------------------- | ----- | ----- | ------ | ------------- | ------------- | ------------- | ------------- | ------------- | ------------- | ------------- | ------------- | ------------- | ------------- | ------------- | ------------- |
| Olympische Spelen       |       |       |        |               |               |               |               |               |               | Brons         |               |               |               | Goud          |               |
| Wereldkampioenschap     |       |       |        |               |               | 10e           | 6e            | 4e            | 5e            | Zilver        | Zilver        | Goud          | Zilver        |               |               |
| Europees kampioenschap  |       |       |        | 12e           |               | 12e           | 5e            | 4e            | 4e            | Brons         | Zilver        | Goud          | Zilver        | Goud          |               |
| Grand Prix-finale       |       |       |        |               |               |               |               |               | Brons         | Brons         | Zilver        | Goud          |               | Zilver        |               |
| Nationaal kampioenschap |       |       |        | Brons         | Zilver        | Zilver        | Zilver        | Goud          | Goud          | Goud          | Goud          | Goud          | Goud          |               |               |
| WK junioren             | Brons | 4e    | Zilver | geen deelname | geen deelname | geen deelname | geen deelname | geen deelname | geen deelname | geen deelname | geen deelname | geen deelname | geen deelname | geen deelname | geen deelname |

1976: Ljoedmila Pachomova / Aleksandr Gorsjkov ·
1980: Natalja Linitsjoek / Gennadi Karponossov ·
1984: Jayne Torvill / Christopher Dean ·
1988: Natalja Bestemjanova / Andrej Boekin ·
1992: Marina Klimova / Sergej Ponomarenko ·
1994: Oksana Grisjtsjoek / Jevgeni Platov ·
1998: Oksana Grisjtsjoek / Jevgeni Platov ·
2002: Marina Anissina / Gwendal Peizerat ·
2006: Tatjana Navka / Roman Kostomarov ·
2010: Tessa Virtue / Scott Moir ·
2014: Meryl Davis / Charlie White ·
2018: Tessa Virtue / Scott Moir ·
2022: Gabriella Papadakis / Guillaume Cizeron